# Homomonument

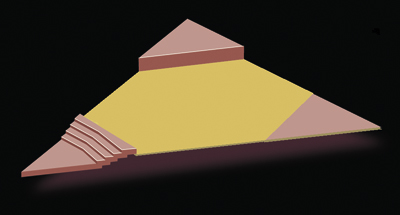
Model pomníku

Homomonument je památník v centru Amsterdamu na náměstí Westermarkt poblíž kostela Westerkerk. Byl vybudován podle návrhu nizozemské umělkyně Karin Daan. Je věnován jednak všem homosexuálním lidem, kteří byli na základě své sexuální orientace utlačováni nebo zabiti a také těm, kteří aktivně vystupují proti nenávisti a útlaku a bojují za svobodu a rovnoprávnost LGBT komunity. Jedná se o první pomník svého druhu na světě.

## Symbolika
Homomonument se skládá ze tří rovnostranných trojúhelníků o délce strany 10 metrů. Jsou zhotoveny z leštěné růžové žuly a umístěny ve stejné vzdálenosti od sebe tak, aby společně vytvářely rohy velkého trojúhelníku o straně 36 metrů. Prostor mezi nimi je vyplněn dlažebními kostkami. Umístění části pomníku na úroveň ulice umožňuje, aby se na něm mezi trojúhelníky odehrával každodenní život.
Tvar pomníku ve formě růžových rovnostranných trojúhelníků upomíná na označení, které museli nosit bisexuálové a homosexuálové v době národního socialismu. V Třetí říši bylo podle § 175 německého trestního zákona trestající sexuální styk mezi osobami stejného pohlaví odsouzeno přes 50.000 mužů a žen, 10.000-15.000  jich bylo po zatčení převezeno do koncentračních táborů, kde zhruba 53 % z nich přišlo o život. Po obsazení Nizozemí v roce 1940 vydal říšský komisař pro Nizozemí Arthur Seyß-Inquart dne 3. srpna 1940 nařízení o „trestání nepřirozeného smilstva“, podle kterého byla homosexualita trestána až čtyřmi lety vězení.
V 70. letech 20. století během evropského homosexuálního hnutí se původně negativní růžový trojúhelník stal symbolem emancipace a sebevědomí této komunity. Poté, co se i v Evropě v 80. letech 20. století rozšířila duhová vlajka jako symbol homosexuálního hnutí, zmizel růžový trojúhelník z povědomí a jeho přenesený význam připomíná v současnosti tento pomník.
Homomonument se v této symbolice obrací do minulosti, aby upozornil, že se již nemá opakovat a vyzývá k toleranci. Je ovšem také věnován všem těm mužům a ženám, kteří jsou i dnes utlačováni vládami, do jejichž společenského konceptu nezapadají. Současně je také věnován všem, kteří bojovali a bojují za svobodu a rovnost lidí s menšinovou sexuální orientací

### Jednotlivé trojúhelníky

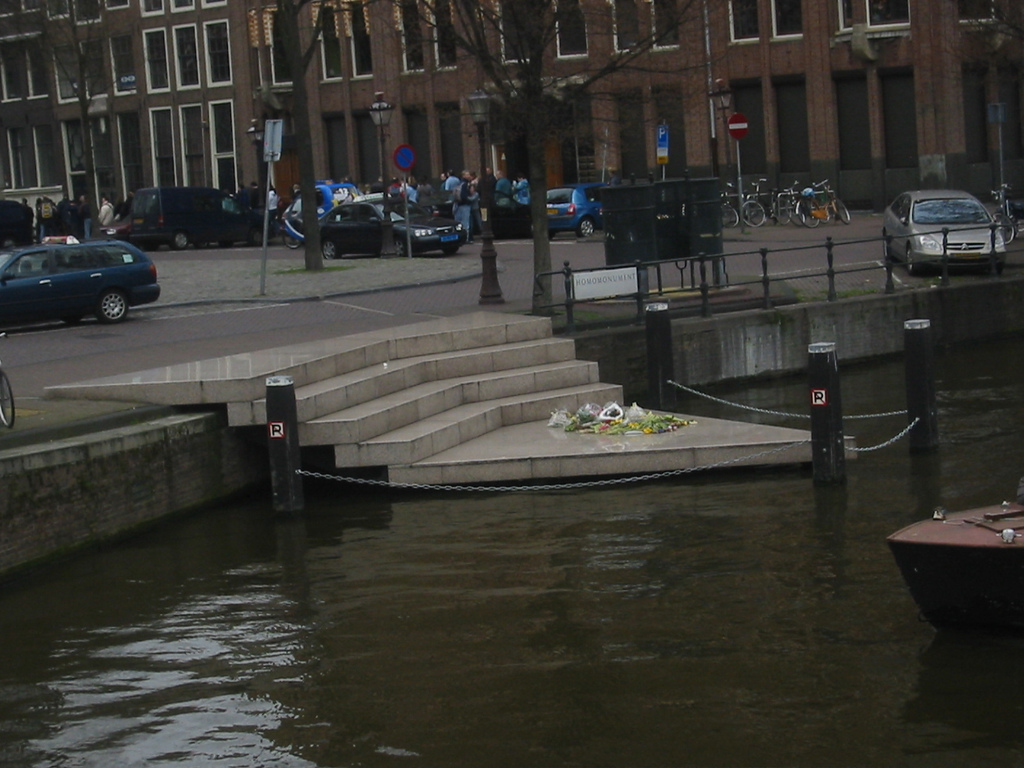
Stupeň Současnost

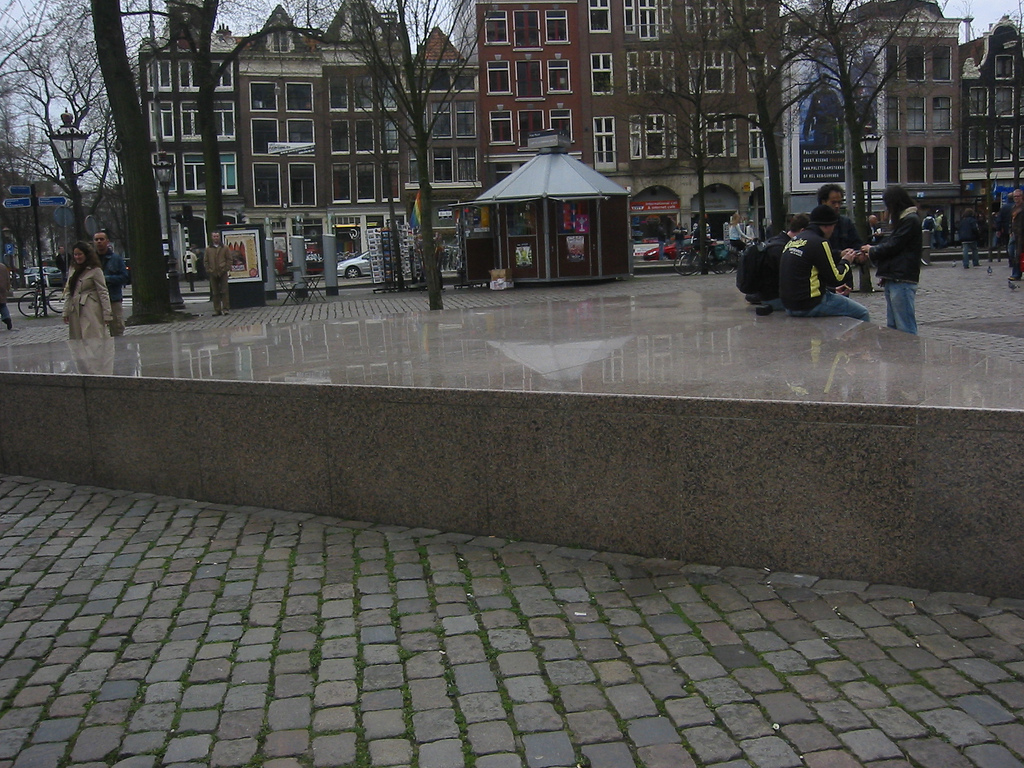
Stupeň Budoucnost

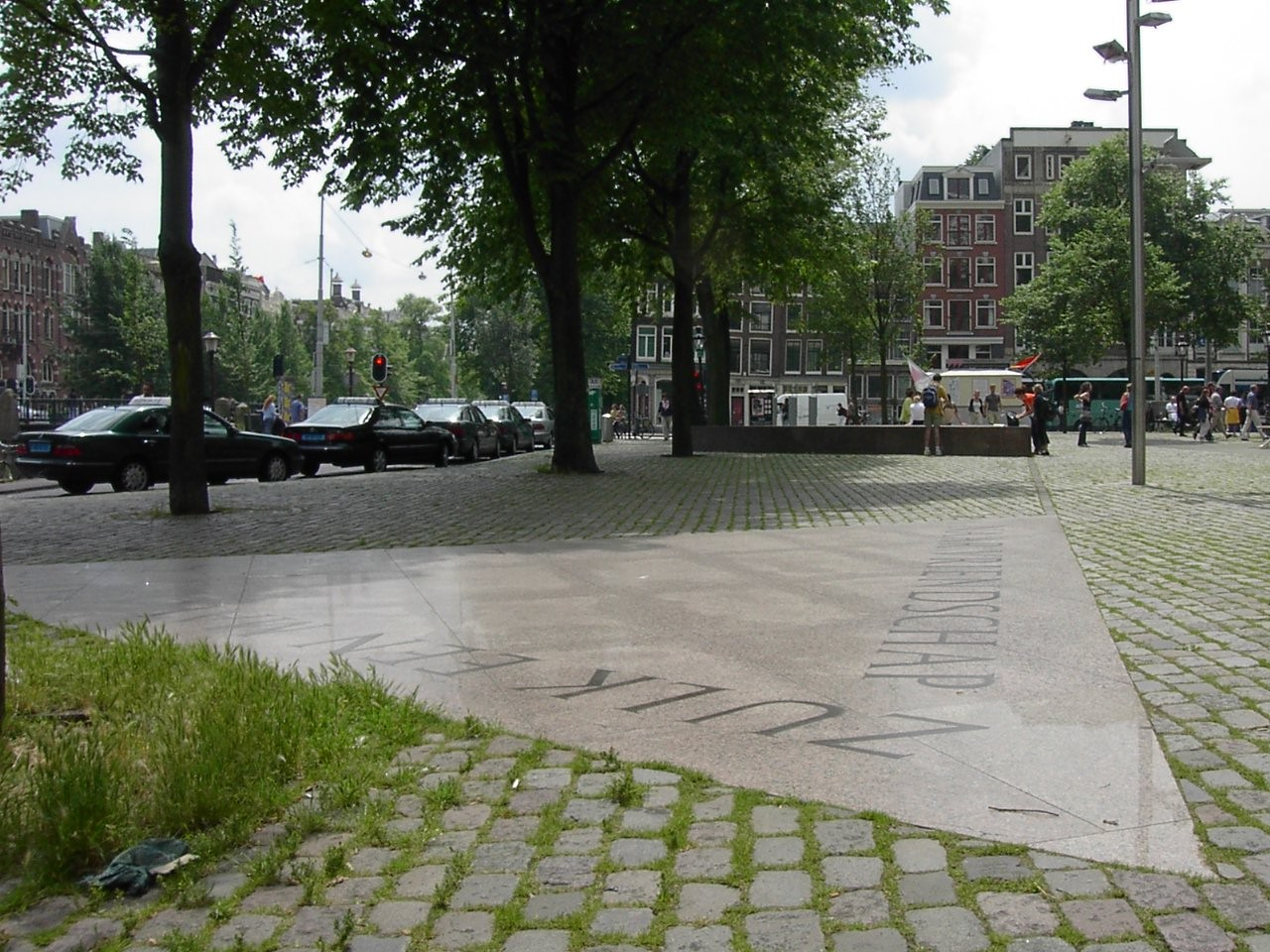
Stupeň Minulost

Každý z trojúhelníků vytváří stupeň v určité výšce. První stupeň vystupuje nad hladinu kanálu Keizersgracht, druhý představuje vyvýšené pódium nad úrovní chodníku a třetí je zarovnán na úrovni dlažby. Společně vytvářejí velký trojúhelník, který je natočen tak, aby každý z jeho vrcholů mířil na určité místo ve městě.
Trojúhelník - schody (přítomnost)
Schody vedoucí z nábřeží Keizersgracht symbolizují přítomnost a jejich hrot míří směrem k Národnímu památníku na náměstí Dam v centru Amsterdamu, který připomíná oběti německé okupace během druhé světové války a je památníkem osvobození. Proto jsou také pod schody pokládány květiny u příležitosti národního dne mrtvých (4. 5.), dne osvobození (5. 5.), na den královniných narozenin Koninginnedag (30. 4.) nebo na Světový den AIDS (1. 12.).
Trojúhelník - pódium (budoucnost)
Trojúhelník je vyvýšený zhruba 60 cm nad úroveň chodníku a symbolizuje budoucnost. Hrot velkého trojúhelníku ukazuje směrem k hlavnímu sídlu nizozemské organizace LGBT COC Nederland v ulici Rozenstraat, která byla založena v roce 1946. Vyvýšené místo slouží jako místo srazů nebo pódium při různých akcích.
Trojúhelník - plocha (minulost)
Třetí trojúhelník zasazený do dlažby představuje budoucnost a ukazuje hrotem na nedaleký dům Anne Frankové, ve kterém se s rodinou skrývala v době okupace. Do tohoto vrcholu je vytesán verš z básně nizozemského autora Jacob Israël de Haana (1881-1924): Naar vriendschap zulk een mateloos verlangen - Po přátelství tak nesmírná touha.
De Haan je autorem prvního nizozemského otevřeně homosexuálního románu Pijpelijntjes publikovaného roku 1904. Kniha byla přeložena i do češtiny.
V roce 1988 byla u pomníku zřízena informační tabule s textem v nizozemštině, angličtině a francouzštině. Jak se rozšířila známost o tomto pomníku, přibyly později ještě další jazyky: němčina, italština, španělština, ruština, turečtina, arabština, čínština, japonština a hebrejština.

## Vznik pomníku
Myšlenka na pomník upomínající na všechny homsexuální oběti války a pronásledování se objevila již po válce. V roce 1961 se objevila myšlenka na Pomník neznámým homosexuálům. Dne 4. května 1970 položili gay aktivisté před Národní pomník na náměstí Dam věnec z levandulí. Věnec byl ale policií odstraněn a označen jako znesvěcení a aktivisté byli zatčeni. Během 70. let pak byly obdobné akce s různým úspěchem opakovány.
V květnu 1979 politik a gay aktivista Bob van Schijndel spustil otevřeným dopisem amsterdamskému starostovi konkrétní iniciativu na zřízení vlastního pomníku. Mnozí členové městského parlamentu (zastupitelstva) byli proti, ale díky koalici různých organizací nizozemského gay hnutí vznikla dostatečná síla k prosazení návrhu, který měl i mezinárodní podporu. Na podzim téhož roku byla založena nadace Homomonument. Město stanovilo místo, kde se má pomník postavit. V roce 1980 odstartovala soutěž vyhlášená komisí městského parlamentu, ve které byli zástupci různých LGBT organizací, členové městské správy a umělečtí odborníci. Porota se v roce 1981 rozhodla pro návrh umělkyně Karin Daan. Trvalo ovšem nějakou dobu, než se podařilo shromáždit peníze na stavbu pomníku. V přepočtu zhruba 180.000 euro bylo převážně vybráno od jednotlivců a při různých benefičních akcích, neboť firmy nechtěly s tímto projektem spojovat své jméno. Dne 7. prosince 1986 se v koncertním sále Concertgebouw konala poslední benefiční akce nazvaná Nacht voor het Ochtendgloren („Noc před svítáním“). O několik dní později odsouhlasil městský parlament splacení chybějících 50.000 euro a 28. dubna 1987 položil Mini Luimstra-Albeda, městský radní pro umění základní kámen. Pomník byl slavnostně odhalen dne 5. září 1987.
Oproti roku 1979, kdy byly v New Yourku a Los Angeles vztyčeny sochy Gay Liberation, které upomínají na Stonewallské nepokoje, nebyly proti Homomonumentu žádné veřejné protesty. Projekt Homomonumentu těžil z obecné tolerance, která v Amsterdamu vzrůstala během předchozích desetiletích. Pomník rovněž používá výhradně abstraktní symboliku a neobsahuje žádné sochy osob představující kulturní nebo etnické typy.
Model Homomonumentu v měřítku 1:25 o délce stran 160 cm byl vystaven v Madurodamu v Haagu a v Rijksmuseu. Dne 24. října 2006 byl slavnostně odhalen spolu s dalšími objekty amsterdamským starostou Jobem Cohenem, 17letým „starostou“ Madurodamu Mauritsem van der Donkem a předsedou COC Frankem van Dalenem. Projekt byl iniciován COC a podpořen dalšími gay organizacemi.
K 20. výročí odhalení pomníku 9. září 2007 uspořádala Veřejná knihovna Amsterdamu výstavu (Homo-)Monument van Trots („(Homo-)Monument hrdosti“). Výstava trvala do ledna 2008 a poté byla jako putovní výstava v několika dalších městech.